# Fred Brown
Fred Brown (Milwaukee, Wisconsin; 7 de agosto de 1948) es un exjugador de baloncesto estadounidense que jugó durante trece temporadas en la NBA, todas ellas en Seattle Supersonics. Con 1,91 metros de estatura, jugaba en la posición de base.

## Trayectoria deportiva

### Universidad
Brown estaba en el punto de mira de la Universidad de Iowa al finalizar su etapa de high school, donde llevó a su equipo, el Instituto Lincoln, a dos títulos estatales, pero su pobre calificación académica no le permitió jugar en la Big Ten Conference, por lo que tuvo que ir a parar al Southeastern Community College of Burlington, un junior college, donde promedió 21,3 y 26,8 puntos en sus dos temporadas respectivamente. Al año siguiente por fin jugaría con los Hawkeyes, donde ganarían el título de conferencia, promediando en esos dos años restantes 17,9 y 27,6 puntos respectivamente.

### Profesional
Fue elegido en la sexta posición del Draft de la NBA de 1971 por Seattle Supersonics, equipo en el que transcurrió toda su carrera deportiva, jugando 963 partidos, récord del equipo hasta que fue superado por Gary Payton.
El 23 de marzo de 1974, ante Golden State Warriors, establecería su marca personal en 58 puntos y, además, anotaría el tiro ganador sobre la bocina para llevarse la victoria.
Fue el mejor lanzador de triples de la liga en la temporada 1979-80, la primera en la que se instauró la línea de 3 puntos. 
Jugó el All-Star Game de 1979, año en el cual conseguiría su único anillo de campeón de la NBA.
En sus trece temporadas como profesional, promedió 14,6 puntos y 3,3 asistencias por partido.

## Estadísticas de su carrera en la NBA
|  | Denota temporadas en las que ganó un Campeonato de la NBA |
|  | Líder de la liga                                          |

### Temporada regular
| Año      | Equipo   | PJ  | PT | MPP  | %TC  | %3P  | %TL  | RPP | APP | ROB | TPP | PPP  |
| -------- | -------- | --- | -- | ---- | ---- | ---- | ---- | --- | --- | --- | --- | ---- |
| 1971-72  | Seattle  | 33  |    | 10.9 | .328 | –    | .759 | 1.1 | 1.8 | –   | –   | 4.2  |
| 1972-73  | Seattle  | 79  |    | 29.4 | .455 | –    | .818 | 4.0 | 5.5 | –   | –   | 13.5 |
| 1973-74  | Seattle  | 82  |    | 30.5 | .471 | –    | .863 | 4.9 | 5.0 | 1.7 | 0.2 | 16.5 |
| 1974-75  | Seattle  | 81  |    | 33.0 | .480 | –    | .831 | 4.2 | 3.5 | 2.3 | 0.2 | 21.0 |
| 1975-76  | Seattle  | 76  |    | 33.1 | .488 | –    | .869 | 4.2 | 2.7 | 1.9 | 0.2 | 23.1 |
| 1976-77  | Seattle  | 72  |    | 29.1 | .479 | –    | .884 | 3.2 | 2.4 | 1.7 | 0.3 | 17.2 |
| 1977-78  | Seattle  | 72  |    | 27.3 | .488 | –    | .898 | 2.6 | 3.3 | 1.5 | 0.3 | 16.6 |
| 1978-79  | Seattle  | 77  |    | 25.5 | .469 | –    | .888 | 2.2 | 3.4 | 1.5 | 0.3 | 14.0 |
| 1979-80  | Seattle  | 80  |    | 21.3 | .479 | .443 | .837 | 1.9 | 2.2 | 0.8 | 0.2 | 12.0 |
| 1980-81  | Seattle  | 78  |    | 25.5 | .488 | .359 | .832 | 2.2 | 3.0 | 1.1 | 0.2 | 15.5 |
| 1981-82  | Seattle  | 82  | 2  | 21.8 | .455 | .325 | .860 | 1.7 | 2.9 | 0.8 | 0.0 | 11.2 |
| 1982-83  | Seattle  | 80  | 1  | 17.9 | .520 | .438 | .806 | 1.2 | 3.0 | 0.7 | 0.2 | 10.2 |
| 1983-84  | Seattle  | 71  | 1  | 15.9 | .510 | .265 | .895 | 0.9 | 2.7 | 0.7 | 0.0 | 8.5  |
| Total    | Total    | 963 |    | 25.4 | .478 | .373 | .858 | 2.7 | 3.3 | 1.4 | 0.2 | 14.6 |
| All-Star | All-Star | 1   | 0  | 24.0 | .538 | –    | –    | 0.0 | 1.0 | 5.0 | 0.0 | 14.0 |

### Playoffs
| Año   | Equipo  | PJ | PT | MPP  | %TC  | %3P  | %TL   | RPP | APP | ROB | TPP | PPP  |
| ----- | ------- | -- | -- | ---- | ---- | ---- | ----- | --- | --- | --- | --- | ---- |
| 1975  | Seattle | 8  |    | 30.0 | .496 | –    | .844  | 4.5 | 2.9 | 2.1 | 0.1 | 20.6 |
| 1976  | Seattle | 6  |    | 39.3 | .511 | –    | .795  | 4.7 | 2.8 | 2.2 | 0.0 | 28.5 |
| 1978  | Seattle | 22 |    | 26.1 | .449 | –    | .833  | 2.1 | 2.4 | 1.0 | 0.1 | 17.3 |
| 1979  | Seattle | 17 |    | 15.3 | .451 | –    | .824  | 1.3 | 2.1 | 0.5 | 0.2 | 8.4  |
| 1980  | Seattle | 15 |    | 20.9 | .440 | .294 | .857  | 2.5 | 2.1 | 0.1 | 0.1 | 12.5 |
| 1982  | Seattle | 8  |    | 19.8 | .483 | .400 | .700  | 1.9 | 2.3 | 0.6 | 0.0 | 11.9 |
| 1983  | Seattle | 2  |    | 15.0 | .222 | –    | 1.000 | 1.5 | 2.5 | 0.5 | 0.0 | 3.0  |
| 1984  | Seattle | 5  |    | 17.6 | .426 | .333 | .727  | 1.4 | 2.0 | 0.8 | 0.0 | 9.8  |
| Total | Total   | 83 |    | 22.9 | .461 | .310 | .819  | 2.4 | 2.3 | 0.9 | 0.1 | 14.4 |

## Logros y reconocimientos
- Campeón de la NBA en 1979.
- All Star en 1976
- Mantiene el récord de más puntos en un partido de temporada regular de los Sonics, con 58.
- Comparte el récord de más puntos en un partido de playoffs de los Sonics con Ray Allen (45 puntos).
- Comparte el récord de más robos de balón en un partido de los Sonics con Gus Williams (10 robos).
- Su camiseta con el número 32 fue retirada en 1986 por los Sonics como homenaje a su carrera.